# مايك برودي
مايك برودي (بالإنجليزية: Mike Brodie)‏ هو مصور أمريكي، ولد في 1985.

## وصلات خارجية
- الموقع الرسمي